# Sarah Silverman
Sarah Kate Silverman (ur. 1 grudnia 1970 w Bedfordref) – amerykańska satyryczka, artystka komediowa typu stand-up, pisarka i aktorka pochodzenia żydowskiego. Zadebiutowała na scenie w wieku 17 lat. Jej satyra dotyka społecznych tabu i kontrowersyjnych tematów jak rasizm, seksizm i religia.

## Życiorys
Sarah Silverman urodziła się 1 grudnia 1970 roku w rodzinie żydowskiej pochodzącej z Polski, jako córka Beth Ann O’Hary i Donalda Silvermana. Jej rodzice rozwiedli się, po czym matka związała się z Johnem O’Harą, a ojciec z Janice Silverman.
Aktorka ma dwie siostry: rabinkę Susan Abramowitz i aktorkę Laurę Silverman, a także siostrę przyrodnią, scenarzystkę Jodyne Silverman.

## Filmografia
- 2014: Milion sposobów, jak zginąć na Zachodzie jako Ruth
- 2013: Comedy Central Roast of James Franco
- 2012: Ralph Demolka (Wreck-It Ralph) jako Vanellope (głos)
- 2008: Have Tig at Your Party (ona sama)
- 2008: Buried Life, The (ona sama)
- 2007: Mr. Warmth: The Don Rickles Project (ona sama)
- 2007: Futurama: Bender’s Big Score! jako Michelle (głos)
- 2007: Fired! (ona sama)
- 2007: Super High Me (ona sama)
- 2006: I Want Someone to Eat Cheese with jako Beth
- 2006: Szkoła dla drani (School for Scoundrels) jako Becky
- 2006: Comedy Central Roast of William Shatner (ona sama)
- 2006: The Sarah Silverman Program., jako Sarah Silverman
- 2005: Aristocrats, The jako ona sama
- 2005: American Dad! jako Striptizerka (głos) (gościnnie)
- 2005: Comedy Central Roast of Pamela Anderson (ona sama)
- 2005: Rent jako Alexi Darling
- 2005: Sarah Silverman: Jesus is Magic jako ona sama
- 2005: Danny Roane: First Time Director jako Sarah
- 2005: Robot Chicken jako Pamela Anderson (głos)
- 2004: Ekipa (Entourage) jako ona sama (gościnnie)
- 2004: Nobody’s Perfect
- 2004: Supermarket jako ona sama
- 2004: Pilot Season jako Susan Underman
- 2004: Hair High jako Cherri (głos)
- 2003: Uncensored Comedy: That’s Not Funny jako ona sama
- 2003: Frasier jako Jane (2003) (gościnnie)
- 2003: Szkoła rocka (School of Rock, The) jako Patty
- 2002: Królik Greg (Greg the Bunny) jako Alison Kaiser
- 2002: Saddle Rash jako Hanna Headstrong (głos)
- 2002: TV’s Most Censored Moments jako ona sama
- 2002: The Perfect Pitch, jako narrator (głos)
- 2002: Detektyw Monk jako Marci Maven (gościnnie)
- 2002: Strippers Pole jako aktorka
- 2002: Crank Yankers jako Hadassah Guberman (głos)
- 2002: V.I.P. jako Lucy Stanton (gościnnie)
- 2001: Black Days
- 2001: Comedy Central Presents: The N.Y. Friars Club Roast of Hugh Hefner (ona sama)
- 2001: Wielki podryw (Heartbreakers) jako Linda
- 2001: Powiedz, że to nie tak (Say It Isn’t So) jako Gina
- 2001: Ewolucja (Evolution)
- 2000: Z księżyca spadłeś? (What Planet Are You From?) jako kobieta w samolocie (niewymieniony w czołówce)
- 2000: Desperaci (Way of the Gun, The) jako Raving Bitch
- 2000: Rocky Times jako Kate
- 2000, 2007: Futurama jako Michelle (głos) (gościnnie)
- 2000: Ofiary losu (Screwed) jako Hillary
- 1999: Wczorajsza noc (Late Last Night) jako Jen
- 1999: Smog
- 1999: Kawaler (Bachelor, The) jako Carolyn
- 1998: Pechowa przesyłka (Overnight Delivery) jako Turran
- 1998: Sposób na blondynkę (There’s Something About Mary) jako Brenda
- 1997: Naga Prawda (The Naked Truth) jako Ali Walters (gościnnie)
- 1997: Kroniki Seinfelda (Seinfeld) jako Emily (gościnnie)
- 1997: JAG – Wojskowe Biuro Śledcze (JAG) jako porucznik Schiparelli (gościnnie)
- 1997: Brotherly Love jako Rosa (gościnnie)
- 1996–1998: Larry Sanders Show, The jako Wendy Traston (gościnnie)
- 1996: Star Trek: Voyager jako Rain Robinson (gościnnie)
- 1995–1997: Mr. Show with Bob and David (różne postacie)